# Hollermühle (Rothenburg ob der Tauber)
Hollermühle (früher auch Holdermühle genannt) ist ein Gemeindeteil der Großen Kreisstadt Rothenburg ob der Tauber im Landkreis Ansbach (Mittelfranken, Bayern). Hollermühle liegt in der Gemarkung Leuzenbronn.

## Geografie
Die Einöde liegt an der Schandtauber. 0,75 km südwestlich des Ortes liegt das Flurgebiet Vierzig Morgen. Ein Anliegerweg führt zur Staatsstraße 1022 (1,2 km nordwestlich).

## Geschichte
Mit dem Gemeindeedikt (frühes 19. Jahrhundert) wurde Hollermühle dem Steuerdistrikt Lohr und der Ruralgemeinde Leuzenbronn zugeordnet. Im Zuge der Gebietsreform wurde Hollermühle am 1. Juli 1972 nach Rothenburg eingemeindet.

### Baudenkmal
- Schandtauberbrücke; Steinbrücke, bezeichnet 1845.

### Einwohnerentwicklung
| Jahr      | 001818 | 001840 | 001861 | 001871 | 001885 | 001900 | 001925 | 001950 | 001961 | 001970 | 001987 |
| Einwohner | 9      | 7      | 10     | 12     | 8      | 10     | 7      | 7      | 2      | 1      | 0      |
| Häuser    | 1      | 2      |        |        | 2      | 1      | 2      | 2      | 1      |        | 1      |
| Quelle    | [ 2 ]  | [ 8 ]  | [ 9 ]  | [ 10 ] | [ 11 ] | [ 12 ] | [ 13 ] | [ 14 ] | [ 15 ] | [ 16 ] | [ 1 ]  |

## Religion
Der Ort ist seit der Reformation evangelisch-lutherisch geprägt und bis heute nach St. Andreas (Leuzenbronn) gepfarrt. Die Einwohner römisch-katholischer Konfession sind nach St. Johannis (Rothenburg ob der Tauber) gepfarrt.